# فرودگاه هسور
فرودگاه هسور (به انگلیسی: Hosur Aerodrome) (به زبان بومی: (TAAL Airfield)) یک فرودگاه خصوصی است که یک باند فرود سنگفرش دارد و طول باند آن ۲۱۶۸ متر است. این فرودگاه در کشور هند قرار دارد و در ارتفاع ۹۳۰ متری از سطح دریا واقع شده‌است.